# ژرفای زندگی
ژرفای زندگی (با نام اصلی: The deep end) یک رمان مهیج نوشتهٔ جوی فیلدینگ محصول سال ۱۹۸۶ است.